# Therins Dolk
Therins Dolk is een uitloper van de Rug van de Wereld in Robert Jordans boekenserie het Rad des Tijds. Bij Therins Dolk wordt de Rug van de Wereld een stuk breder, en steekt een uitloper naar het Westen. Deze vormt voor een deel de grens tussen Shienar en Cairhien. De Shaido, een van de Aielstammen vluchten hierheen nadat ze door de rest van de Aiel en Rhand Altor uit Cairhien waren verdreven.